# A Grand Day Out
A Grand Day Out (conocida en Hispanoamérica como Wallace y Gromit: Un día de campo en la luna y en España como Wallace y Gromit: La gran excursión) es un cortometraje británico de animación stop-motion de 1989 y la primera entrega de la serie Wallace y Gromit. Fue dirigido, animado y coescrito por Nick Park en la National Film and Television School de Beaconsfield y Aardman Animations de Bristol.
A Grand Day Out se estrenó el 4 de noviembre de 1989, en un festival de animación celebrado en la Arnolfini Gallery de Bristol. Se emitió por primera vez en Nochebuena de 1990 en Channel 4. La película fue aclamada por la crítica y le siguieron The Wrong Trousers (1993), A Close Shave (1995), The Curse of the Were-Rabbit (2005), Un asunto de pan o muerte (2008) y La venganza se sirve con plumas (2024). Fue nominado al Mejor Cortometraje de Animación en la 63.ª edición de los Premios Óscar.

## Trama
Mientras deciden dónde ir de vacaciones, Wallace (Peter Sallis), un inventor amante del queso, y su perro, Gromit, se encuentran la nevera vacía. Pensando que la Luna está hecha de queso, construyen un cohete y vuelan a la Luna. Tras aterrizar, montan un picnic y prueban algunas rocas lunares. Se encuentran con un robot que funciona con monedas; Wallace introduce una moneda, pero no pasa nada. Cuando él y Gromit se marchan, el robot cobra vida y recoge los platos sucios que han dejado en el merendero.
El robot descubre una revista de esquí y anhela viajar a la Tierra para esquiar allí. Repara un trozo de paisaje roto, pone una multa de aparcamiento para el cohete y se molesta por una fuga de aceite de la nave. El robot se acerca sigilosamente a Wallace y se prepara para atacarle, pero el dinero que Wallace le ha introducido se acaba y se congela. Wallace coge la porra del robot como recuerdo, inserta otra moneda y se dispone a marcharse con Gromit.
Al volver a la vida, el robot sigue a Wallace y Gromit. Wallace entra en pánico, y él y Gromit se refugian en el cohete. Incapaz de subir la escalera, el robot corta el fuselaje con un abrelatas y accidentalmente enciende algo de combustible. La explosión lo lanza fuera del cohete y Wallace y Gromit despegan. Aunque al principio está abatido, el robot transforma trozos retorcidos y doblados del fuselaje del cohete en esquís, y comienza a esquiar por las laderas de la luna, despidiéndose de Wallace y Gromit mientras regresan a casa.

## Producción
Nick Park empezó a crear A Grand Day Out en 1982 como proyecto de graduación para la National Film and Television School. En 1985, Aardman Animations le contrató antes de que terminara la obra, lo que le permitió trabajar en ella a tiempo parcial mientras seguía siendo financiado por la escuela.
Para realizar la película, Park escribió a la empresa de William Harbutt, solicitando 1 tonelada larga (1 000 kg) de plastilina. El bloque que recibió tenía diez colores, uno de los cuales se llamaba «piedra»; éste se utilizó para Gromit. El propio Park había querido poner voz a Gromit, pero al final se dio cuenta de que la voz que tenía en mente —la de Peter Hawkins— habría sido difícil de animar. Park escribió a Peter Sallis pidiéndole que pusiera voz a Wallace, y Sallis accedió a cambio de una donación de 50 libras a una organización benéfica elegida por Sallis.
Park quería que Wallace tuviera un acento de Lancashire como el suyo, pero Sallis sólo podía poner acento de Yorkshire. Inspirado por cómo Sallis dibujaba la palabra «cheese», Park optó por dar a Wallace unas mejillas grandes. Cuando Park llamó a Sallis seis años más tarde para explicarle que había terminado su película, Sallis maldijo sorprendido. Gromit se llamó así porque el hermano de Park, electricista, los mencionaba a menudo, y a Park le gustaba el sonido de la palabra. Wallace era originalmente un cartero llamado Jerry, pero Park pensó que el nombre no combinaba bien con Gromit. Park vio a un labrador retriever con sobrepeso llamado Wallace que pertenecía a una anciana que subía a un autobús en Preston. Park comentó que era un «nombre gracioso, un nombre muy norteño para ponerle a un perro».
Según el libro The World of Wallace and Gromit, Park planeó originalmente que la película durara cuarenta minutos y que fuera una parodia de Star Wars con numerosos personajes y un restaurante de comida rápida en la Luna. Sin embargo, redujo la historia cuando se dio cuenta de que tardaría varios años más en completarla.

## Formato doméstico
El 20 de septiembre de 2005, DreamWorks Home Entertainment lo reeditó en DVD junto con The Wrong Trousers y A Close Shave en Wallace and Gromit in 3 Amazing Adventures. El corto fue publicado en Blu-ray por Lionsgate Home Entertainment como parte de Wallace y Gromit: The Complete Collection el 22 de septiembre de 2009, a tiempo para el 20º aniversario de la franquicia. Shout! Studios lanzó una versión remasterizada en Blu-Ray 4K UHD en Wallace & Gromit: The Complete Cracking Collection el 10 de diciembre de 2024.

## Recepción
En Rotten Tomatoes, A Grand Day Out tiene un índice de aprobación del 100 % basado en 20 críticas, con una nota media de 8,2/10. Carla Monfort de Espinof dijo que «No todo se reduce a una animación artesanal (de esas que denotan el cariño puesto en cada personaje), sino que puede presumir de un guion chispeante y divertido, lleno de locuras maravillosas y personajes carismáticos. Doble mérito, ya que la mayoría de ellos a excepción de Wallace (que cuenta con el respaldo de la cómica interpretación de Peter Sallis), se expresan a través del lenguaje corporal». Ganó el primer premio al Mejor Cortometraje de Animación en la 43ª edición de los BAFTA en 1990 y fue nominado al Mejor Cortometraje de Animación en la 63.ª edición de los Premios Óscar en 1991. Creature Comforts, otro cortometraje de Park, también fue nominado a ambos premios y se impuso a A Grand Day Out por el Oscar.